# Art Modell
Arthur Bertram "Art" Modell (Brooklyn, 23 de junho de 1925 - Baltimore, 6 de setembro de 2012) foi um empresário americano e proprietário de equipe do National Football League. Ele era dono do Cleveland Browns 1961-1995 e do Baltimore Ravens 1996-2004.
Art e a esposa foram premiados em 2009 por seu trabalho e doações pela Association of Fundraising Professionals em Maryland.
Modell tinha um histórico de doença coronariana. Morreu em 6 de setembro de 2012, aos 87 anos, de causas naturais.